# Hans Jacob Kristler

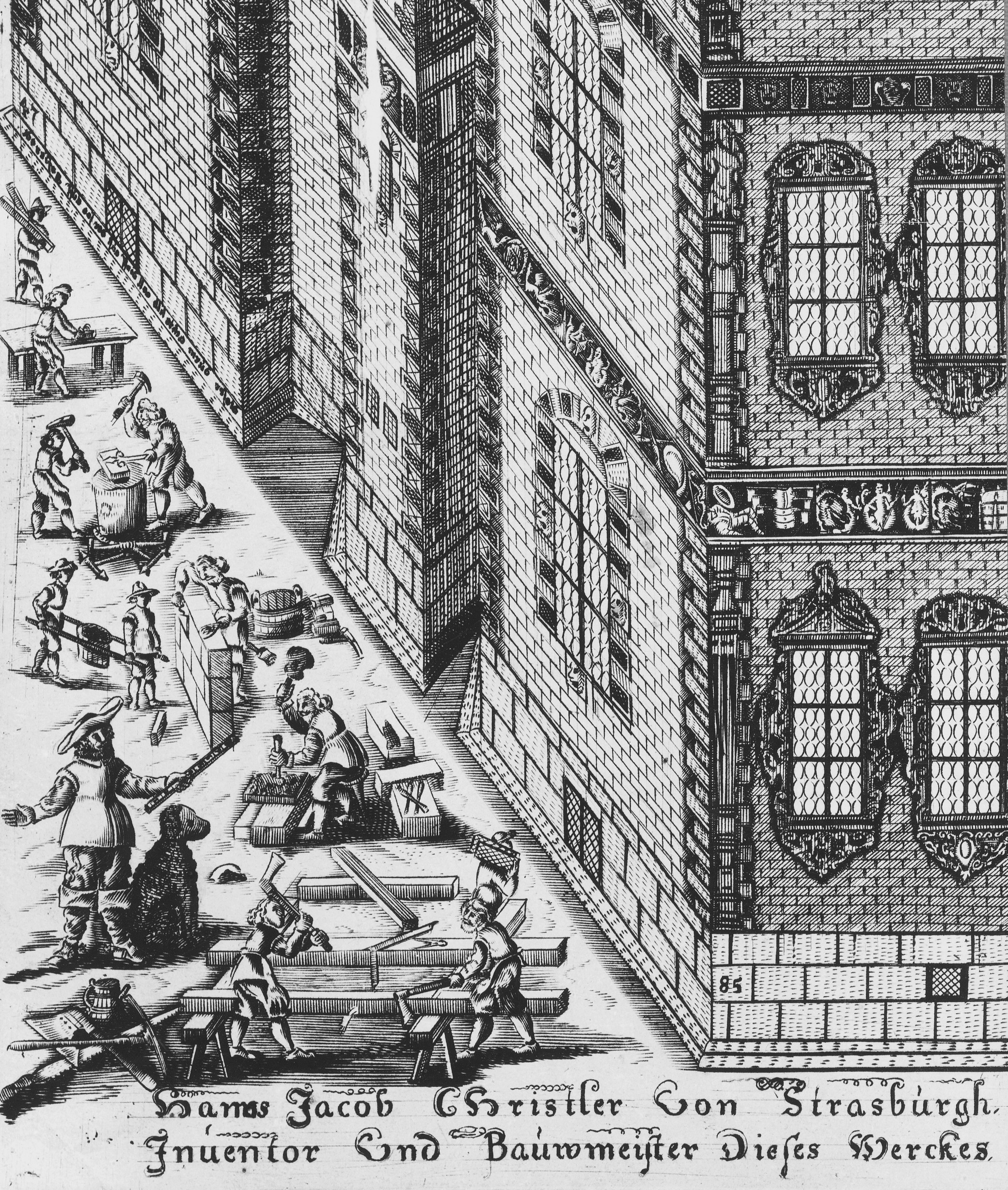
Arkitekt Hans Jacob Christler (Kristler) under arbete vid Plats Makalös, 1640-tal.
Kopparstick av Sigismund von Vogel.

Hans Jacob Anze Jakowsen Kristler (även Hans Jacob Christler), född 1592, död 1645 i Moskva Ryssland, var en arkitekt och konstruktör från  dåvarande Tyskland nuvarande Strasbourg, Frankrike som under 1600-talet ritade och uppförde ett flertal adelspalats i Stockholm. Han hämtades till Sverige av Jakob De la Gardie, men arbetade även för ett flertal andra uppdragsgivare.
Kristlers första verk i Sverige var sannolikt Jakobsdal (Ulriksdals slott) vid Stockholm som stod färdigt 1644. Samtidigt arbetade han på Tyska församlingens uppdrag för att bygga om och utvidga Tyska kyrkan (den medeltida S:a Gertruds gillestuga), som även tidigare genomgått flera förändringar. Kristler var 1638 upphovsmannen till den då djärva planen att låta de blivande valven vila endast på två pelare i kyrkans mitt. Arbetet pågick till 1642. Ända fram till kyrkans brand 1878 såg kyrkan i huvudsak ut som den gjorde efter Kristlers förändringar.
Hans största och mest kända byggnadsföretag, Delagardieska palatset, eller Makalös, påbörjades någon gång under 1630-talet. I ett samtida kopparstick över palatset av Sigismund von Vogel syns Kristler i illustrationens nedre vänstra hörn, med en mätsticka i handen och sin hund intill. Kristler presenteras i kopparsticket som palatsets "Inventor und Baumeister". Delar av palatsets Makalös exteriör finns idag inmurad i en bro inne på Kulturen i Lund. Kristler är representerad vid Nationalmuseum med skisser över palatset Makalös.
År 1643 reste Kristler till Ryssland, där han skapade ritningar och modell för ett brobygge i Moskva. Vid sidan om arkitektyrket anses han idag även ha varit brobyggare och konstruktör.